# رينيه ندجيا
رينيه ندجيا (بالفرنسية: Réné Ndjeya)‏ (مواليد 9 أكتوبر 1953) هو لاعب كرة قدم. يلعب مع منتخب الكاميرون لكرة القدم. سبق له أن لعب في كأس العالم لكرة القدم مع منتخب بلاده.

## روابط خارجية
- رينيه ندجيا على موقع الاتحاد الدولي (مؤرشف)  (الإنجليزية)
- رينيه ندجيا على موقع قاعدة بيانات كرة القدم.إي يو (الإنجليزية)
- رينيه ندجيا على موقع ناشيونال فوتبول تيمز (الإنجليزية)
- رينيه ندجيا على موقع عالم كرة القدم.نت (الإنجليزية)